# みどりのマキバオー
『みどりのマキバオー』は、つの丸による日本の漫画、およびそれを原作としたテレビアニメ。

## 概要
「競馬」をテーマにした動物漫画として、第42回（1996年度<平成8年度>）小学館漫画賞児童部門受賞。
『週刊少年ジャンプ』（集英社）1994年50号から1997年18号にかけて第一部（有馬記念まで）が、同年24号から1998年9号にかけて第二部（海外遠征編）が連載された。なお、物語の終盤に連載が打ち切られたため、完結編が
は『赤マルジャンプ』1998年SPRINGに掲載された。話数カウントは「週刊○馬」。2009年（平成21年）2月時点で文庫版を含めた累計発行部数は900万部を記録している。下品なギャグ色が強い作品であるが、それとは裏腹にシリアスなドラマが展開され、正統派競馬作品として根強い人気がある。
本作は物語序盤では人間と動物（馬やネズミ）の関係は現実世界のそれと変わりないものであるが、序盤を過ぎてからは人間と動物たちが対等に台詞のやりとりをする世界になっていった。特に主人公の馬、マキバオーのパートナーとなる騎手の山本菅助（後述）が登場する頃からは、マキバオーたち競走馬やネズミのチュウ兵衛と人間たちが直接会話をしている場面が随所に見られる。
『週刊プレイボーイ』（集英社）2006年40号（10月16日発売号）には、マキバオーとベアナックルがディープインパクトを観戦する漫画「んあっ!!マキバオーの『凱旋門賞』観戦記なのねっ!」が掲載された。過去には、1996年のブリーダーズカップ・クラシック（シガー、タイキブリザードなどが出走）も「観戦」している。
『週刊プレイボーイ』2007年15号（3月26日発売号）から続編「たいようのマキバオー」が連載開始。
2014年4月、投票サイト・オッズパークのイメージキャラクターにマキバオーが就任、テレビCMも放送された。

## あらすじ
この作品は「白い奇跡」と呼ばれた小さな競走馬「ミドリマキバオー（うんこたれ蔵）」の物語である。
北海道勇払郡鵡川町の「みどり牧場」にて、名馬ミドリコの血を引く待望の仔馬が誕生するが、生まれたのはとても馬とは思えない姿と性格をした間の抜けた白馬だった。走ることが嫌いで、名前も付けられずに育てられていた仔馬だったが、あるときミドリコが借金のカタに別の牧場へ連れ去られてしまったため、母親に会いたい一心でみどり牧場を脱走する。道中、とある森の中で後の親分肌となるネズミのチュウ兵衛と出会い「うんこたれ蔵」と名付けられた仔馬は、さまざまな困難を経て母親と再会を果たし、自らも競走馬の道に進むことを決意する。
チュウ兵衛とともに牧場に戻ったたれ蔵は、スパルタ調教師・飯富昌虎や小柄な騎手・山本菅助との特訓により自らの才能を開花させる。そしてカスケードらライバルとの出会い、競走などによって、競走馬「ミドリマキバオー」として成長していくのである 。

## 登場キャラクター
ミドリマキバオー / うんこ たれ蔵（うんこ たれぞう）
声 - 犬山イヌコ（旧・犬山犬子）
作品中の異名：「白い珍獣」「白い奇跡」
本作の主人公。血統的にはサラブレッドだが、豚の胴体にカバの頭を付けたような外見と大型犬程度の体格で、とても馬には見えない容姿を持つ。馬力と心臓が強く、競走馬としての能力は非常に高い。
生まれた当初はその見た目からロバとの混血を疑われ、生産者の源次郎に肉にされる予定だったが、母ミドリコの手助けやチュウ兵衛との出会いにより競走馬としての道を歩み始める。ミドリ牧場で他の仔馬たちから執拗ないじめに遭うが、のちに克服する。
性格はかなりののんきで調子に乗りやすい。「んあ〜」「〜なのね」が口癖。生まれたばかりのころは臆病で甘えん坊だったが、母との別れやチュウ兵衛、調教師の昌虎との出会いにより、次第にたくましさを身につけていく。また車のトランクや新幹線に乗ったり椅子に座るなど、人間と同じ仕草ができる。好物はリンゴ。「うんこたれ蔵」は野犬に襲われ脱糞したことからチュウ兵衛が名付ける。並外れた猛ダッシュが売りで、始めの頃はまっすぐにしか走れないため曲がりきれずに柵にいつも激突していたが、のちに克服する。モンゴル遠征を経て、左右の脚で同時に地面を蹴り込んで走る「マスタングスペシャル」を修得するが、体への負荷が高いため使用する局面は限られている。さらにダービー前には菅助がマキバオーの頭を引き起こして前後運動を助けマスタングの負荷を減らす「きつつき戦法」も使用するようになった。
2歳のころにカスケードと対戦、惨敗したことにより打倒カスケードを目指して3歳夏にデビューし勝利を収めた。アンカルジア、ニトロニクスなどの強敵と戦いつつ、同じく打倒カスケードを目指すアマゴワクチンとともに朝日杯3歳S、そして皐月賞、日本ダービーでカスケードと戦う。皐月賞ではアクシデントにより2着に敗れるが、ダービーでは大接戦を繰り広げて初の1着同着となる。ダービー同着直後、チュウ兵衛を失ったことに伴うトラウマにより走れなくなる。しかしのちに復活し、菊花賞を経て有馬記念でライバル、カスケードに引導を渡しついに日本一となる。
（ここから、アニメ版と異なる）有馬記念優勝後、カスケードとの約束を果たすべく、ドバイワールドカップに参戦、第5レースで世界最強馬エルサレムと戦うが、事故により両前脚を骨折。安楽死も検討されるが、手術により一命を取りとめる。
その後、地方ダートを転戦するもかつての勢いはなく、「すでに終わった馬」とみなされていたが、第一回ジャパンチャンピオンシップに出走。かつての強敵たち、そして最強馬であり弟のブリッツに挑み「挑戦する心」を伝える。続編の『たいようのマキバオー』では、「その後はドバイで競走馬兼トレーナーとして活躍した後、モンゴルで余生を送っている」と記載されている。
レーススタイルは差しを得意とし、最後の直線での末脚と持ち前の勝負根性で競り合いを制することが多いが、ダービーでは逃げて勝ち、山本菅助は続編で「どちらかというと先行馬」と述べる。
一般的な競走馬とほぼ同じ大きさの心臓を持ち、そこから強靭な馬力を生み出すが、周囲の器官や筋肉に圧迫され続けているため、常に心房細動の危険を伴う。蹄の大きさから、重馬場のレースでは足を滑らせる弱点も持つ。体の小ささと母親の血統面から短距離向きと思われたが、勝利するG1はいずれもクラシックディスタンス（2400メートル程度）である。
2014年3月には地方競馬を含めた公営競技総合サービスサイト「オッズパーク」のイメージキャラクターに起用され、テレビCMでひさびさに犬山の声によるマキバオーがテレビに登場し、地方競馬場・競輪場・オートレース場では着ぐるみのマキバオーが出演するイベントも行われている。
つの丸は『マキバオー大本命BOOK』の夢の対決企画において「芦毛で、そんなに大きくない牧場の生まれと、マキバオーと境遇が似ているんですよ」との理由から、マキバオーの相手にタマモクロスを指名している。2021年にはヤングジャンプのウマ娘大特集において、つの丸画のミドリマキバオーと久住太陽画のタマモクロスのコラボイラストが描き下ろされた。JRAが配信するエンタメサイト「Umabi」では「人気漫画『みどりのマキバオー』の主人公の白い馬、「ミドリマキバオー」はタマモクロスがモデルと言われています」と紹介されている。

### マキバオー周辺の人物・動物
各キャラクターの名前の由来の多くは、実在する競走馬や戦国時代の歴史上の人物、地名などに由来する。
チュウ兵衛
声 - 千葉繁
通称「親分」。もとは森のねずみで、母を捜すためにみどり牧場を抜け出したマキバオーと森の中で出会い、「うんこたれ蔵」の名を与える。それ以降はマキバオーの親分としてマキバオーの世話を焼く。
物語初期は遊び半分でマキバオーに付き合うが、カスケードとの初対戦での敗北後は、真剣にマキバオーを一流の競走馬に育てるべく、真面目に調教や特訓を行うようになり、時が経つにつれレースに勝つ喜びを見出していく。
レースではいつもマキバオーの頭上に乗り、チームリーダーとして騎手の管助と共にマキバオーを支える。
性格は強気で自信家、そして短気。生意気で毒舌家でもある。しかし一方で面倒見の良い一面も持つ。騎手としての技術は本職の菅助には及ばないが、中盤まではチュウ兵衛がいないとマキバオーの精神バランスが取れず、タイムが悪化するなどマキバオーチームの精神的な柱となる。鞭の代わりにマキバオーの頭に噛み付き、その痛みでマキバオーは猛ダッシュが可能となる。
皐月賞でゴール直前に落馬し脊椎を痛め、レースに出られない体となる。一時は調教助手として生きていこうとするが、騎手としての衝動を抑えることができず、ダービーでは条件付きで騎乗する。最後の直線で医師の出した条件を破り、カスケードとの同着優勝に導くが、その代償として命を落とす。
彼の死はマキバオーたちの競馬人生に大きく影響を与え、続編ではカスケードに「自分が知る中で最も偉大なジョッキー」と称され、嶋島から名騎手として「東京競馬場に眠る神」と崇められる。
アニメ版ではダービー後も死亡せず騎乗するが、障害未勝利戦で騎乗中に着地の衝撃で古傷を悪化させレースに乗れない体となり、断腸の思いでマキバオーを降りてサポートに回る（調教では騎乗を続ける）。
飯富 昌虎（おぶ まさとら）
声 - 飯塚昭三 / 梁田清之（BD BOX映像特典）
美浦トレーニングセンター（以下、美浦）の調教師でみどり牧場のオーナー飯富源次郎の兄。マキバオーの根性を見出し、鍛え上げる。血統にこだわらず、ただ馬を強くするために厳しく鍛え上げるのを信条としている。
重馬場に弱いマキバオーに対して泥んこ戦法を考えたりするなど、調教師や戦術家としての能力は高いが、その調教方法は馬主からは敬遠されており、預かる馬は年々少なくなっている。
マキバオーと菅助に対しては特に厳格に接しながらも、人一倍期待を寄せるが、時にはハードメニューに耐える彼らを心配したり、自分の調教方法に迷いを感じることもある。
海外遠征時には代表となり、普通とは桁はずれのハードなトレーニングを行う。若いころは世界各国を放浪し、そのときに訪れたモンゴルではモンゴル相撲でアルスランの称号を得るなど名を轟かせている。騎手の高坂里華は実の娘で、普段は冷たく接しているが、里華のレース時には動揺や興奮を隠せない。
血統にこだわらない、ハードトレーニングで強い馬を作ることを信条とする点などから、モデルは調教師の戸山為夫。
アニメ版ではマキバオーにサッカーボールを後頭部にぶつけられたり（原作では菅助）、寿司を盗み食いされたりしたあとにお返しをする、ややギャグ色の強いキャラクターになっている。
飯富 源次郎（おぶ げんじろう）
声 - 緒方賢一
北海道鵡川町にあるみどり牧場の牧場主で、マキバオーの生産者。昌虎の弟。借金まみれだが、クラシックを夢見てミドリコに凱旋門賞馬タマーキンの種を付ける。しかし誕生したマキバオーの姿からロバの子と思い、食肉にして処分しようとしていたところ、自らが鎖に繋げたマキバオーの姿を見て激怒した昌虎から他の仔馬と走らせるように命令され、そこでマキバオーが改めて競走馬としての可能性を証明したあとは大事に扱うようになった。
新馬戦でコーナーを曲がれず暴走したマキバオーを受け止め、いい加減な牧場経営が原因でミドリコを手放したことを謝罪する。
真冬でもパンツにランニングスタイルという姿が多い。
マキバオーに対する気持ちは実の親のように強く、ほとんどのレースに応援に来る。マキバオーのおかげで牧場の経営が回復したこともあり、ドバイWCで予後不良とされそうになったとき（昌虎ですら「この怪我がどんなものか、お前（源次郎）にも分かるだろう！」と、薬殺せざるを得ないと暗に認めていた）は、号泣しつつ薬殺を拒み「わしらは一生かけてでもこいつの面倒を見なきゃならねぇんだよ!!」と啖呵を切って、治療させる。
続編の『たいようのマキバオー』では、競走馬のオーナーはマキバオーを最後にやめて、ブリーダーとなったことが語られる。
三枝 友則（さえぐさ とものり）
声 - 石田彰
みどり牧場の従業員。通称「若ぞう」。源次郎がマキバオーの応援に行くときは留守番でテレビでレース観戦するが、よく興奮してテレビを壊す。
朝日杯と菊花賞では馬主代理として観戦するが、朝日杯で3着、菊花賞で4着と、自分が来るとマキバオーが連対できないジンクスに気づき、自らを「疫病神」と思いこみ、その後は応援に行かなくなる（アニメ版では源次郎と一緒にマキバオーのレース観戦に来ることもある）。
性格はやや軽く調子に乗りやすい。菊花賞では管助の早い仕掛けに激怒して、馬主代理として首を宣言するが、その後管助の判断が正しいことを知り、掌を返して友達呼ばわりする。また初期からマキバオーに少々同情的である。
原作の最終回ではひげを生やしている描写がいくつか見られる。
山本 菅助（やまもと かんすけ）
声 - 桜井敏治
飯富厩舎所属の騎手。マキバオーの主戦騎手。
騎手の中でも特に小柄であり、マキバオーに騎乗できる唯一の騎手。かつてはフウリンカザンという馬の主戦騎手だったが、落馬事故によりカザンが予後不良で死亡し、そのトラウマにより騎乗ができなくなっていた。失意の中でマキバオーと出会い、マキバオーを競走馬と認識していなかったことで騎乗することができたため、マキバオーの主戦騎手として再出発を決意する。マキバオーに騎乗しているうちに普通の馬に騎乗できるまで回復する。騎手としての技量はあるが精神的にやや気が弱く、青葉賞ではトラウマから判断ミスを犯し一時期ふてくされるが、チュウ兵衛を失ったあとは気の弱さを克服してマキバオーを支え続ける。調教や特訓でもマキバオーの乗り役を務めるが、マキバオーの体を常に心配し、函館山では体を気遣うあまり飯富に反発して馬に乗るのを放棄しようとする。
きつつき戦法や菊花賞のハングオンなどを独自の騎乗スタイルを編み出すなど、機転がきく一面もある。マキバオーに乗るようになってからも落馬を3回経験する。落馬のエピソードから、モデルとなったのは元騎手、調教師の山本正司。
続編の『たいようのマキバオー』にも引き続き登場する。
石原（いしはら）
みどり牧場の従業員。鼻の穴が大きく無精ひげを生やしている。ダービー後のマキバオー放牧中、マキバオー目当てで牧場に来たファンをなだめる（マキバオーを見られなかったファンに腹いせで殴られる）役で初登場。若ぞうに頭が上がらないが、ごく稀に不遜な態度を取ることがある。
アニメ版には登場しない。
続編『たいようのマキバオー』ではみどり牧場に建てられているマキバオーのミュージアムの管理職となっている。その際、偉そうな態度で追い払われた嶋島からも「何であの役立たずの石原が」などと言われる。
ドルジ
声 - 茶風林
モンゴル人。ツァビデルの馬主で、昌虎とはモンゴル相撲で敗れた関係がある。マキバオーのモンゴル遠征時、ドルジと昌虎との賭けで、マキバオーがツァビデルに負けたため自称マキバオーの馬主となる。有馬記念や海外のレースでは、現地まで応援に駆けつける。
ドリグ
声 - 中澤やよい
モンゴル人。ドルジの長男で、ゴンチグの兄。原作ではマキバオーとの一騎討ちやナーダム競馬でツァビデルに騎乗するのみだが、アニメ版ではマキバオーをかけて勝とモンゴル相撲で勝負して勝利するシーンが追加されている。名前はアニメ版で初出。
ゴンチグ
声 - 奥島和美
ドルジの次男で、ドリグの弟。ナーダム競馬でマキバオーに騎乗する。名前はアニメ版で初出。
宮蔦（みやつた）
声 - 藤本譲
マキバオーのファンである暴力団組長。八百長競馬を開催し生計を立てている。マキバオーに瓜二つのマキバコを拾い、草競馬を利用してマキバコの名を広める。スランプに陥ったマキバオーを預かり、マキバオー復活の手助けもする。
性格は侠気あふれる厳格な極道だが、マキバオー関連になると我を忘れる傾向があり、有馬記念の投票結果に腹を立て、知らせに来ただけの嶋島を殺そうとする。また源次郎とともに海外の応援にも行く。
前科持ちのため馬主資格が得られない為、源次郎にマキバコを譲るが、マキバコが秋華賞を獲ったときには源次郎、昌虎とともに表彰式に参加する。
アニメではマキバコを第一と考え、マキバオーがミドリコを買い戻したいと交渉に訪ねてきたときは、マキバコのためにミドリコを手放すわけにはいかないと敵対視する。しかし、マキバオーがマキバコのことを思ってミドリコをあきらめた姿を見て、マキバオーに好意を持つようになる。のちに応援団としてマキバオーの出るレースに観戦し、警備員に注意を受ける。『モンモンモン』でも代議士として登場する。

### 競馬雑誌『週刊競馬ゴング』
嶋島 智之（しまじま ともゆき）
声 - 大川透
マキバオー担当の記者。当初はマキバオーを競走馬と信じられず、昌虎に名前がしまじまではなく頭がこなごなになると叱られる。
記者としての実力はそこそこあるようだが、モンゴルにマキバオーを追いかけて行って凍死しかける。続編の『たいようのマキバオー』にも登場。
下の名前「智之」は続編『たいようのマキバオー』で初出。
アニメ版では嶋島の役目をオリジナルキャラクターの諸美が担当するので、ライバル誌の記者として登場し、マキバオーに対して敵対的に描かれている。
福々地（ふくぶくち）
声 - 真殿光昭
記者。嶋島と同行し、おもに撮影を担当する。
枡田増あきら（ますだます あきら）
記者。嶋島と福々地がモンゴルに行って行方不明になった際にマキバオーを取材する。

### 競走馬
- ここで性別表記がない馬はすべて牡馬（男馬）である。馬齢は連載当時の表記（当歳を1歳とする）のもの。
- 文中の「ワールドカップ」 (WC) は実在するドバイミーティングの一環で行なわれるドバイワールドカップではなく、作中で「競馬のワールドカップ」として制定されている架空のレースシリーズである。アニメ版ではその代替レースとして、アメリカのムハンマド競馬場で「世界最強馬グランプリ（GP）」が行われる。
- 本作品で現役だった馬の代表産駒など、一部『たいようのマキバオー』に関する記述を含む。

カスケード
声 - 玄田哲章
マキバオーの最大のライバルとなる競走馬。エリザベス女王杯を制した名牝馬ヒロポンの初仔として産まれるが難産によりヒロポンは死亡。カスケードが生まれて初めて目にしたのは母の亡骸であった。以後、感情を捨て去りひたすら最強を目指す。馬体の完成が早く2歳時に人を乗せて調教ができるほどで、そのときに本多リッチファームを訪れたマキバオーと競走するが、レベルの違いを見せつけ完勝。さらに3歳のデビュー前に函館競馬場で二冠馬ピーターIIとの2000mマッチレースでは敗れはするものの、ピーターIIを引退に追い込むほどの激走を演じる。3歳秋にデビューし、府中と京都を連闘しながらも危なげなく2連勝。2戦2勝で迎えた朝日杯3歳ステークスでは直線で脱落しかけるが、激しく競り合うマキバオーとアマゴワクチンを最後の一瞬で突き放してレコードで勝利。当初はマキバオーを歯牙にもかけていなかったが、朝日杯以降はマキバオーをライバルと認める。
4歳時はドバイでの調教にてエルサレム、カントナと並び世界4歳馬の10傑に選ばれるが、ハードな調教によるコンディション不調とマキバオーの急成長により皐月賞では大苦戦後、判定で勝利する。その後、自らの弱点を克服するため、NHKマイルカップに出馬。外国産馬最強のニトロニクスを「三の脚」で下し日本ダービーに出走。陣営が王者の誇りを守るために指示した「大外から抜きさる」戦法を無視してマキバオーと大接戦を繰り広げ、ダービー史上初の同着となる。ダービー後は海外に渡り凱旋門賞に挑むがマリー病を患い敗退。帰国後は自身の魂を引き継がせるため、病に身を侵されつつも有馬記念に参加、最大のライバル、マキバオーに夢を託して満足した顔で敗れ去る。引退後は種牡馬として生活する。
レーススタイルは追い込み型で、後方より「黒い旋風」と呼ばれる抜群の切れ味を誇る末脚で差し切るのを得意とする。皐月賞までは競り合いが苦手な面もあったが、NHKマイルでのニトロ戦以降、その弱点を克服する。
性格は重厚かつ寡黙で三歳の若駒時にすでに古馬同然の風格を漂わせる。その風格と生まれた直後の母の喪失により生まれた使命感からまるで機械のようにただ勝利を目指す馬と思われがちだが、一方で競走にかける熱い思いは他のどんな馬にも引けを取らない。その例として、周囲からは無敗馬と言われてもピーターIIやチュウ兵衛と言った自身に敗北感を与えた相手が去っていくことを指して「いつも負けっぱなし」と評し、マリー病が発覚し周囲に引退を促された際も「無敗でやめて何になる、俺が残したいのはそんな記録じゃない」と一蹴し「自分が伝えなければならないものは母から受け継いだ血だけではない、ピーターIIやチュウ兵衛から受け継いだ、ターフで命を懸けている者にしか分からない魂だ」と有馬記念への出走を半ば強引に認めさせた。自身の強さに対する絶対の自信から傲慢とも思える態度を取ることもあるが、自身が認めた相手に対する敬意は惜しまない。そういった"帝王"に相応しい態度と実力は他の競走馬からも一目置かれ「越えるべき壁」と認められる所以となっている。
アニメ版では「マリー病」という名称ではなく「全身に痺れを伴う激痛が走る病気」となっていて、1年以上安静にしていれば治る可能性があると診断される。そのため引退はせず、5歳時の有馬記念に出走する。
- 作品中の異名：「黒い殺し屋」「黒い帝王」「漆黒の帝王」
- 代表産駒：トータルケイオス（かしわ記念、佐賀記念）、ブラックレイン（ジャパンカップ2着）、フラットビッキー（佐賀記念2着）、ファムファタール（牝馬）（桜花賞、日本ダービー）
- 受賞：1995年JRA賞最優秀3歳牡馬、1996年JRA賞年度代表馬・最優秀4歳牡馬（1995年と1996年のみ判明）

アマゴワクチン
声 - 松本保典
二冠馬ピーター II の全弟。スタミナと長距離に高い適性を持つ。デビュー時は自分に自信がなく敗退を続けていたが、故障した兄ピーター II より三冠の夢を託され、打倒カスケードを目指し朝日杯でマキバオー、カスケードと対決し2着に敗れるが、マキバオー、カスケードを含んだ三強として認められる。4歳時は共同通信杯4歳ステークスでモーリアローが起こした事故に巻き込まれて骨折し、完全に仕上がることなく臨んだ皐月賞ではマキバオーらのスタミナを奪うペース操作を行うが、最後の直線でカスケード、マキバオー、サトミアマゾンに勝負を挑もうとしてジョッキーに制止され、着外に終わる。その後は脚を治療するため放牧に出され、日本ダービー出走は断念。復帰戦は兄が骨折した函館記念。この函館記念と兄も出走するはずだった神戸新聞杯を連勝して菊花賞に挑み、地元の利と長距離適性を生かしてマキバオー、サトミアマゾンを下して念願のG1馬となる。
有馬記念後はドバイへの海外遠征に参加。桁違いの長距離（4000メートル）レースでエルサレムと対戦するが、トゥーカッターの援護を受けたにもかかわらず海外勢の桁違いのスタミナを見せ付けられ4着に終わる。その後は有馬記念3着、翌年（6歳）の天皇賞（春）を優勝、天皇賞（秋）はブリッツと大接戦の末2着、有馬記念5着、7歳の宝塚記念（6着）後の調教中に屈腱炎を発症し引退する。引退後のシンジケートは一口1000万で組まれる。続編の『たいようのマキバオー』では、カスケード同様に種牡馬として名前が登場するが、すでに死亡していることになっている。作中では馬主が尼子であるために名前がつけられた。
アニメ版では菊花賞の最後の直線で一気に先頭に立つも、マキバオーの勝負根性で並ばれた際に「兄弟（合わせて）三冠を諦めるのか」と山中に叱咤激励されてマキバオーを突き放すシーンが追加されている。
最終回では5歳時の有馬記念でもマキバオー、カスケード達との競走に挑む。
普段は冷静沈着で、マキバオーともよく談笑するなど割合親しみやすい性格だが、モーリアローの事故に巻き込まれた際には人知れず壁に頭を叩きつけて悔しがるなど、実際のところは熱い闘志を秘めた熱血漢である。
レースでは長距離適性とスタミナを活かして逃げをとることが多く、兄に譲られたかのような「変幻自在のペース」でライバルを翻弄する。差しも可能だが、カスケードやマキバオーに比べてやや切れは劣る。体重が重く、坂を少し苦手としている。勝利するG1はいずれも長距離で直線で坂のない京都である。ダートレースには出ないが、適性があるようなやり取りが稀にある。また兄と同じく、血統的に脚部不安の傾向がある。
- 作品中の異名：「三冠相続人」「不屈の闘将」「ペースのマジシャン」
- 主戦騎手：山中馬之助
- 受賞：1996年JRA賞最優秀父内国産馬

ニトロニクス
声 - 石井康嗣
パワーに秀でた外国産馬で、重馬場を得意とする。雨の札幌3歳ステークスを圧勝したあと、函館三歳ステークスでマキバオーと対決する。得意の不良馬場で有利にレースを進めるが、マキバオーの泥の中を走る作戦と最後の100m追い込みで敗れる。
騎手が乗り替わった京成杯3歳ステークスでマキバオーに敗れたあとは、外国産馬ゆえ当時のクラシックには出走できず別路線を歩むが、NHKマイルカップでは初対戦のカスケードに底力を見せつけられ敗北を喫する。ジャパンカップを制覇したのち、有馬記念で因縁のカスケード、そしてマキバオーと再戦する。ドバイでの海外遠征にも参加する。
性格は豪快かつ、他の馬に挑発されると鼻息を荒くして怒り狂うなどやや短気な一面があるが、それがレースで不利に働くことは少ない。また、マキバオー並みの負けん気の強さと、ユーモアを解する気さくさも持ち合わせている。外国産馬のため連載当時の規定でクラシックは出走できずとなり一種の劣等感を抱える。
競走スタイルは先行・追い込みどちらも可能で、距離もマイルからクラシックディスタンスまで幅広い適性がある、特に卓越したパワーを生かせるダートや重馬場では世界の一流馬に匹敵する実力を持ち芝でもマキバオーたち三強に劣らない。マキバオーとの併せ調教では、負けん気の強いマキバオーにも「ダートではとてもニトロにはかなわない」と言わしめている。
海外遠征では第1レースを持ち前のパワーで勝利して第4レースにも出走し、不良馬場をはるかに超える泥沼と化したダートで世界の一流馬相手に4着に入る大健闘を見せる。
ドバイへの海外遠征後はマイル路線に競走の場を移す。続編『たいようのマキバオー』では他のライバル同様に種牡馬入りしている。
アニメ版の最終回では5歳時の有馬記念に出走する。
- 作品中の異名：「爆弾小僧」
- 代表産駒：グラインドハウス（かきつばた記念）、キックザパスト（川崎記念2着）

アンカルジア
声 - 亀井芳子
栗毛。美浦・馬場厩舎所属。牝馬で3歳時にマキバオーやニトロニクスと同じレースに出走し、マキバオーたちと親しくなる。
競走スタイルは俊敏でスピードを生かした中・短距離を得意とするが、クラシックの桜花賞・オークスでは自身の勢いに欠け、それぞれビーナスハリケーン、スーパースナッズの2着に敗れる。秋華賞は最後の直線でチュウ兵衛の天からの声に発奮し、勝利する。有馬記念の出走後、牝馬では唯一、ワールドカップに挑戦する。チュウ兵衛とは喧嘩友達のような間柄で良き理解者となる。ニトロニクスとともに勘助とマキバオーを「期待している」と賞賛する。チュウ兵衛に「いなかルジア」となじられるが、逆にチュウ兵衛を「出っ歯」と逆なでする。馬名は読者公募で選ばれた。
クラシックでは敗れるたびにレーススタイルを変えたことから、脚質は自在性があるようである。桜花賞（1600m＝マイル）は短くオークス（2400m＝クラシック・ディスタンス）は長いと言うことから、中距離辺りが得意。
- 作品中の異名：「銀（シルバー）コレクター」
- 主な勝ち鞍：フェアリーステークス、秋華賞
- 受賞：1996年JRA賞最優秀4歳牝馬

ベアナックル
声 - 長嶝高士
九州出身の「史上最強の駄馬」。性格に難があり、青葉賞までは負けが多かったが、マキバオーをラスト1ハロン11秒という驚異のタイムで、差し返して勝利する。それまではやや卑屈さを見せていたが、マキバオーを退けてからは盛大に調子に乗り出す。ダービーではスタートで立ち上がって致命的な大出遅れをしたにもかかわらず、5馬身差の3着に突っ込んでくる。京都新聞杯でスタート直後に騎手を振り落とし、それを知らずに先頭でゴールイン。菊花賞では外埒蹴りに失敗して股間を埒に激突させ、競走中止。有馬記念は、菊花賞で負傷した股間の関係からオーナーの意向で回避する予定だったが、手書きのゼッケンや鞍を装着し無理やり出走しようとして係員につまみ出される。その後、勝利したマキバオーの健闘を称えて握手をしようとするが、体を縛られて再度係員につまみ出される。京都金杯を大差勝ちしたあとマキバオーたちのドバイ遠征に勝手に付いていくが、飛行機の乗り換えのために降りたシンガポールでマキバオーと観光に出かけ、飛行機に乗り遅れ置いてけぼりを喰らう（マキバオーは間に合う）。しかし、遠征先のドバイまでインド洋を驚異的な泳力で渡ってみせ、さらにその途中猫の大群に襲われるも倒し、しまいには猫たちを自分の子分にした。
マキバオーが毒リンゴで体調を崩したためWC予選の第4レースに出場。ゲートに髪が引っ掛かり大幅に出遅れるが、大量の水撒きによって途中からかなり緩くなったダートをサブマリンのように泳ぎ勝利を収める。WC予選第5Rにもマキバオーとともに出走し、大逃げを披露する。遠征後は活躍の場をそのまま海外に移し、WWAA（世界野生動物協会）の名誉会長となる。他の馬よりも一回り大きいライオンのような風貌になり、ジャパンチャンピオンシップでは全盛期をとうに過ぎているにもかかわらず世界の強豪相手に逃げ粘り、ブリッツ、マキバオー、エルサレムに続いて4着に入る。競馬のない様々な国に遠征し親善大使的な活躍を見せ、行く先々でニャンちゅうなどの様々な動物達を子分にする。
マキバオー同様に人間と同じ仕草をするなどギャグ色が強いキャラクターであるが、上述のように世界でも通用する高い潜在能力を持つ。ツァビデルも早くからその才能を認めるが、「頭に致命的欠陥があり、勝負に全力を使えないため勝てる馬ではない」と評する。なお、生まれ故郷である九州には彼の偉業を讃える銅像が建っていることが続編『たいようのマキバオー』で描かれているが、その風貌はすでに馬とは呼べない姿となっている。全兄に『モンモンモン』に登場するサンダーボルトがいる。
アニメ版では伝説の野生馬・トリニダードについての新聞記事を読み、マキバオーたちより先にアメリカに渡るが、着いた当日に全財産を置き引きされ、バスの車掌のアルバイトをして生活していたところ偶然マキバオーたちと出会い、行動をともにするようになる。メキシコでエスメラルダという人間と結婚し、一時マキバオーたちと別れるがすぐに捨てられ、農耕馬としてブラジルの鉱山に売り飛ばされて、さらわれてきていたマキバオーたちと再会する。その後鉱山を脱出し、世界一決定戦に闖入するが、観客席にエスメラルダ似の女性を見つけ、観客席に飛び込み、睾丸を蹴られて競走中止となる。その後、5歳時に有馬記念に出走。
性格は努力嫌いの目立ちたがり屋でほぼまともに調教やトレーニングをしたことがなく、厩舎関係者からも見放されていた。マキバオーとともに人間的な仕草をするコメディリリーフ的存在でもある。
大逃げを得意としており、はまったときは直線でそこから差し馬の末脚以上の豪脚で押し切ることがある。また致命的な出遅れから追い込んで勝つこともある。距離はマイルからクラシックで勝つが、菊花賞では大回りしながらも直線手前で騒ぐ元気がある。ダートの適性はあるようだが、重馬場で荒れた馬場や先行馬の泥をかぶることが苦手のようである。泳ぐほどの不良だと逆に力を発揮するようである。
上記のように非常にかかりやすい性格かつ、レース中は騎手の指示をまったく効かずに暴走するため、ほとんどの騎手が騎乗したがらない。唯一乗れる主戦騎手の江里口でさえ、「しんどい」「騎手としての手腕を全然発揮させられない馬」と評している。
- 作品中の異名：「肥前の熊」（戦国時代の武将龍造寺隆信の別称から由来）「史上最強の駄馬」
- 主戦騎手：江里口信夫
- 主な勝ち鞍：青葉賞、京都金杯

トゥーカッター
声 - 福田信昭
父はブラリアンズタイム （ブライアンズタイム） 。母はケイヨーコスモス。栗東・黒田高良厩舎所属。
「西の将軍」と呼ばれるマキバオーたちより一歳年上の古馬。 総合的に優れた競走能力を持ち、特に長距離に高い適性を持つ。デビューが遅れたために4歳春の舞台は踏めず、上がり馬として菊花賞を優勝するが、二冠馬ピーター II のいないレースのため世間からの評価は冷めたものだった。
ピーター II との戦いが叶わない替わりに宝塚記念でカスケードとの対戦を望むが海外遠征で回避され、ようやく有馬で初対決となる。
有馬にはジャパンカップを回避して万全の態勢で臨むが、当のカスケードがすでに故障していることを知り、ワクチンやニトロが語る「王者の誇り」を一蹴、残された者の意地をかけてマキバオー、ワクチンに次ぐ3着となる。
その後、ドバイ遠征に参加。ワールドカップ第2Rで、ワクチンに力を蓄えさせるため自身が力を使い果たし、再起不能に追い込まれ引退する。
当初の性格は実力こそあるもののピーター II、カスケードなど競馬界の話題をさらっていた馬たちと戦えなかったことで、やや屈折した面を見せるが、有馬記念以後は年上らしく落ち着いた性格で、ワクチンとともに日本チームの精神的支柱になる。
競走スタイルは中間地点からじっくりと先頭をうかがう形をとり、他の馬込みを利用することもある。経験に裏打ちされた巧妙な馬群のかわし方も得意である。
- 主な勝ち鞍：菊花賞、宝塚記念、天皇賞（秋）
- 代表産駒：フラッシュライト（ダービーグランプリ3着）
- 受賞：1996年JRA賞最優秀5歳以上牡馬

モーリアロー
声 - 山田雅人
父はサンデーサイデンス。母はボウアンドアロー。栗毛。栗東・吉川厩舎所属。生産者・毛利牧場
関西弁を喋る逃げ馬。性格的にはかなり陽気で、ワクチンからは「同じサンデーサイデンス産駒でもカスケードとはえらい違い」と評される。
経営難の小さな牧場が起死回生の手段としてサンデーサイデンスの種をつけて生まれたがバブル崩壊により牧場が倒産。牧場主一家は離散するという過去を持つ。兄弟のように親しい牧場主の息子のテルのために賞金を稼ぐべく、他の馬の妨害などあらゆる手段を用い勝利していた。
共同通信杯でワクチンを骨折させたあと、スプリングステークスにてマキバオーと対戦し、自身の卑劣さを痛烈に非難され大敗を喫するも、直後テルとともに牧場主と再会し改心する。皐月賞以降は真面目にレースに参加するが、菊花賞後は別路線を歩むことになり、その後のレースシーンには登場しない。
脚質・戦法的には逃げ・先行型であり、2000mまでの短・中距離を得意とする。それ以外の戦法が全くできないわけではなく、菊花賞ではマキバオーたちを倒すために控える競馬をする場面もある。
続編『たいようのマキバオー』では種牡馬入りしている。
アニメ版の最終回では5歳時の有馬記念に出走。
- 作品中の異名：「浪速の超特急」「悪魔のラッキーホース」
- 主な勝ち鞍：共同通信杯、弥生賞
- 代表産駒：ブロークンボーン

サトミアマゾン
声 - 伊藤栄次
父はミルジョージ。母はアマゾンフルーツ。船橋・正木厩舎所属の地方馬。青毛。
地方代表馬として中央クラシック戦線に参戦する。メンコとブリンカーを装着してレースに臨むのが特徴。一番強い馬をマークし、その馬を限界近くで差すという戦法から「ヒットマン」の異名を持つ。地方馬としての誇りが高く「地方所属馬の実力を見せる」という志を持ってクラシックに挑む。
弥生賞ではモーリーアローの妨害により2着となり、皐月賞ではマキバオーを徹底的にマークするもののワクチンの仕掛けた乱ペースに翻弄されるが3着に入線。
日本ダービーはマークしたカスケードがマキバオーと警戒しあっている隙を狙うも4着。菊花賞ではトレードマークのメンコとブリンカーを外してこれまでと異なる逃げの戦法を取る。アマゴワクチンに敗れたものの一度は差されたマキバオーを再び差し返し2着となる。菊花賞後は地方に戻る。ドバイWCでは戦線離脱したワクチンたちの補欠馬として呼ばれようとするが、ベアナックルの到着と自身がレース明けだったこともあり実現せずに終わる。その後は船橋で他の馬とともにWCをTV観戦する。
レーススタイルは前述の通り、「先行気味につけつつマークした相手を差し切る」という戦法を取ることが多いが、日本ダービーでマスタングスペシャルを差し返すことや菊花賞の大逃げなど、力ずくの競馬も見せる。「俺本来の競馬をぶつけて挑んでみたい」と言っていた菊花賞でのスタイルが逃げだったことから、本来は逃げこそが得意なスタイルの可能性がある。
なお、続編の『たいようのマキバオー』では後日談が特別読切として掲載された。菊花賞後は有馬記念に臨む予定だったが（ただし、『みどりのマキバオー』では菊花賞後は地方に戻ると発言し、矛盾している）、ダートの方が分が良いという馬主の意見と、中央の活躍で率いてきた大観衆を放って行けないという本馬の意向から東京大賞典に出走。同年のJRA4歳馬最優秀ダートホースに選ばれているラブリィブラリィ（『みどりのマキバオー』では地方ダート戦で連勝している様子や前述の最優秀ダートホースでの馬名の登場がある）を返り討ちにしたのち、翌年の帝王賞、マイルチャンピオンシップ南部杯でも快勝し公営競馬の英雄となる。その後は定年の10歳まで現役を続けたのち、種牡馬入りする。
アニメ版の最終回では5歳時の有馬記念に出走する。
作中では数少ない実在の種牡馬の産駒。実際の船橋競馬場内にある「船橋競馬ミュージアム」には、並みいる実在の強豪馬に並ぶ形でサトミアマゾンが顕彰馬扱いされ、登場する場面が描かれた作品が展示されている。
- 作品中の異名：「ヒットマン」「南船橋の奇跡」
- 主な勝ち鞍：セントライト記念、東京大賞典、帝王賞、マイルチャンピオンシップ南部杯
- 代表産駒：アマゾンスピリット（ジャパンカップダート、南関東三冠など）

マキバコ
声 - 大谷育江
父はサンデーサイデンス、母はミドリコ、母父はマルゼニスキー。マキバオーの半妹・ブリッツの双子の姉。美浦・飯富昌虎厩舎所属。
マキバオーの妹として生まれる。容姿はマキバオーに瓜二つ。頭と尻尾にリボンを付けている。ひげ牧場で生まれるも、マキバオーに似ていたことから外に放り出され、宮蔦に拾われて育つ。草競馬で人気を博していたが、3歳の夏に中央の競走馬となることを決意しみどり牧場に預けられる。
幼少時の体験と極道育ちであるため、性格がかなりひねくれており、話し方も喧嘩腰で気性も荒く、昌虎ですら手を焼く。
レースではリカを主戦騎手にしているが、喧嘩が絶えない。ただ観客にリカが野次られて激昂するなど、仲間意識はある。
自身のレースでもその気性の荒さから、リカの指示を無視して、なかなか未勝利戦すら勝つことができなかったが、オークス当日の未勝利戦でマキバオーの言葉でリカとの折り合いをつけて、ようやく初勝利を掴む。
その後は秋華賞を制覇して、繁殖馬入りする。本田にはブリッツ打倒を期待されるが、作中で対戦することはない。引退後はマキバオーに瓜二つの子供（続編の主人公ヒノデマキバオーの兄）を産むが、子育てを母のミドリコに任せて宮蔦の草競馬に参加する。血統的には良血だったのだが、母ミドリコのような目立った成績を残した馬を出すことはできずに終わる。
アニメ版ではミドリコの愛や匂いを知っているマキバオーをひどく憎んでいるため、兄として認めず、宮蔦の元にミドリコを引き取りに来た際にマキバオーが親子3頭で暮らそうと提案するが、ミドリコを賭けて勝負をしたいと言って断る。マキバオーとの必死の競り合いの最中に兄同様のマスタング走法を編み出すが敗れる。勝負に負けたのでミドリコと一緒に暮らすことをあきらめようとするが、マキバオーが小切手をなくしたと嘘をついたため、ミドリコと一緒に暮らすことになる。マキバオーの小切手をなくしたといったのは、マキバコとミドリコを引き離したくないマキバオーの思いやりだと感じ、和解して兄として認める。有馬記念後、マキバオーの海外武者修行に一緒についていく。その後、拉致されたときに出会ったフライドチキン（トリニダード）に惚れ、彼のことを「チキン様」と呼ぶようになる。宮蔦のもとで中央競馬進出に向けてレースの練習をするが、競走馬としての活躍シーンはない。
続編『たいようのマキバオー』の主人公ヒノデマキバオーは、マキバコの最後の産駒という設定である。
- 主な勝ち鞍：秋華賞
- 代表産駒：ヒノデマキバオー（帝王賞(連覇)、ゴドルフィンマイル、フェブラリーステークス）

ブリッツ
声 - 神尾晋一郎（BD BOX映像特典）
父はサンデーサイデンス、母はミドリコ、母父はマルゼニスキー。マキバオーの半弟・ マキバコの双子の弟。所属厩舎不明。
マキバオー・カスケード両方の弟としてひげ牧場で生まれる（厳密にはカスケードの弟ではない）。宮蔦一家によるひげ狩りによってその存在が判明し、マキバコとは反対に堀江に馬格が良いなどと期待されていた。580kgを超す非常に大柄な馬体の持ち主であり、外見はマキバオー・マキバコとは全く似ていない。
3歳のデビュー前のときに偶然出会った当時重賞勝利のないアマゴワクチンに対して馬鹿にする発言をしたり、デビュー時に一緒に走っている他馬を見下す発言をするなどいわゆる唯我独尊タイプの性格である。
デビュー戦では圧倒的1番人気に支持されるが、スタートに失敗し出遅れて最後尾からのレースとなる。しかしそこから強引に馬込みをこじ開け、最後の直線前にはすでに先頭に立ち直線でも他の追随を許さない圧倒的な末脚を繰り出し、2着サジテリアスに15馬身差かつレコードタイムで勝利する。その後も無敗で朝日杯3歳ステークスを勝利し翌年のクラシック三冠を制するなど、圧倒的な実力でGI 8冠（クラシック三冠・宝塚記念・有馬記念・ジャパンカップ・春秋の天皇賞）を制覇して日本競馬史上最強馬となる。
5歳時の秋の天皇賞ではアマゴワクチン、ジャパンカップではニトロニクスと、ワールドカップ遠征組をも打ち負かす。無敗馬という描写はないものの国内に敵がいないほどの実力であり、マキバオーやエルサレム、ベアナックルらが出走したジャパンチャンピオンシップでは、マキバオーたち古馬を「過去の馬」と思っていたり、最後の直線手前にエルサレムらに並びかけたときでも「さっさと殿堂にでも入っちまいな」と吐き捨てる。結局このレースではエルサレム・マキバオーらとの叩き合いの末1着で勝利するが、これまでの余裕の表情は消え失せ、必死の形相の末の勝利であった。
姉マキバコと直接対決を匂わせる描写があったり、ワールドカップにも出走するプランもあったが、いずれも結局実現には至らない。
続編『たいようのマキバオー』では、これほどの実績を持った馬にしては数回名前が挙がっている程度で、種牡馬となったのかなど存在自体が一切謎のままである。
テレビアニメ版には登場しなかったが、BD BOX映像特典「終わらない挑戦!!」にてアニメ初登場を果たす。
- 作品中の異名：「電撃」
- 主な勝ち鞍：朝日杯3歳ステークス（以上3歳）、皐月賞、日本ダービー、菊花賞、有馬記念（以上4歳）、宝塚記念、ジャパンカップ、有馬記念（以上5歳）、天皇賞（春）、天皇賞（秋）、ジャパンチャンピオンシップ（以上6歳）
- 受賞：1996年JRA賞最優秀3歳牡馬（判明分）

ミドリコ
声 - 有馬瑞香
父はマルゼニスキー。栗毛。現役時代は桜花賞を勝利したが、オークスは脚部不安で回避、エリザベス女王杯ではカスケードの母であるヒロポンに大敗し、それ以後レースに勝てず引退。みどり牧場で繁殖牝馬となるが、信彦の借金のカタでひげ牧場に売られる。ひげ牧場が潰れたあと、どこかに売られ行方知れずになる。のちにみどり牧場に戻り、マキバコの仔馬を育てる。最終回（完結編）では、続編の主人公であるヒノデマキバオーの兄と思われる仔馬と戯れているシーンがある。
アニメ版ではひげ牧場が潰れたあと、宮蔦に引き取られ、マキバオーとマキバコがミドリコを賭けて勝負をし、マキバオーが勝利する。しかし、マキバオーは母親との思い出がまったくないマキバコと母親を引き離すのが耐えがたく、鼻の穴に小切手を隠して引き取るのを諦め、マキバコとともに暮らすことになる。その後、有馬記念で美浦に向かう際に、宮蔦がミドリコをマキバオーに引き合わせ、再会を果たす。マキバオーがミドリコを探す過程で見つけた馬が、実は「シドリコ」だった。
繁殖牝馬としても優秀で、作中に描かれているだけでも三頭ものGIホース（しかも一頭は無敗のクラシック三冠を含む8冠馬）を産んでいる。
- 主な勝ち鞍：桜花賞
- 代表産駒：ミドリマキバオー（日本ダービー、有馬記念）、マキバコ（秋華賞）、ブリッツ（クラシック三冠など8冠）

ヒロポン
父はダンキチ。カスケードの母。外国産馬だったため、クラシックは不出走だったが、エリザベス女王杯（不良馬場）でミドリコに大差をつけて「すごく早いタイム」でレコード勝ちする。有馬記念2着を最後に引退。繁殖入りしてカスケードを出産するも、難産で死亡した。
- 主な勝ち鞍：阪神3歳牝馬ステークス、エリザベス女王杯
- 代表産駒：カスケード

ピーター II
声 - 小杉十郎太
父はホラフキー、母はメリークリスマス、母父はカツラダヨー。正式表記は「ピーターツー号」。アマゴワクチンの全兄。
皐月賞、日本ダービーを制した二冠馬。三冠を期待されていたがカスケードとのマッチレースで無理をしたことが原因で、直後の函館記念でレース中に故障。当然ながら関係者のショックは大きく、中でも馬主は「カスケードに潰された…マッチレースは失敗だった」と報道陣の前で呻き、「本田…許さん～」と敵意を剥き出しにしていた。
その後全弟アマゴワクチンに3冠の夢とトレードマークのシャドーロールを受け渡し引退、種牡馬入りする。その際、自身も二冠を制するGI馬でありながら「アマゴ」の冠名を持っていないのは、自分よりお前のほうが期待されているからだ、とアマゴワクチンを諭す。
競走スタイルはスタミナに富んだ先行馬で緩急自在の「ピーター II ペース」で他馬を翻弄して勝つスタイルを得意としている。ただしマッチレースでは当時の日本レコードを更新しているように、スピードが出せないわけではない。
カスケードにとっては初めて敗北した馬であり、その後もことあるたびにピーター II の名が出てくるなど、強い影響を残す。
- 主な勝ち鞍：皐月賞、日本ダービー
- 代表産駒：エスペランサ（菊花賞）、キングアナコンダ（根岸ステークス、かきつばた記念）

ツァビデル
声 - 大塚明夫
モンゴルの馬。前後の足を同時に動かす側対歩という走法で走る。小柄だがナーダム3連覇。モンゴルに来たマキバオーに直接勝負を挑まれ、圧倒的な強さで打ち負かす。昼間は酒ばかり飲んでいる。森の狼と抗争し、また誤解により仲間の馬から爪弾きにされていたが後に信頼を回復し、再びリーダーとなった。マキバオー陣営の帰国前夜には狼との抗争で疲れ果てていたマキバオーの代わりにチュウ兵衛にマキバオーの速さを生み出す走りをアドバイスした。有馬記念の直前には牧場主のドルジらと来日し、マキバオーにレースの流れを読むことを伝授した。
- 作品中の異名：「天馬」

エルサレム
声 - 大川透
父はニンジンスキー （ニジンスキー） 。母はブライトンシャドウ。
UAEが誇る世界最強馬。イギリスダービー、キングジョージ、凱旋門賞など世界のビッグタイトルを無敗で制している。
凄まじいスタミナと能力を持ち、凱旋門賞ではカスケード、ワールドカップではワクチン＆トゥーカッター、マキバオーなどを打ち負かす。
脚質は先行、追い込みどちらも可能な万能型で、他馬をはるかに凌駕するスタミナで圧倒的なレースを展開する。
ワールドカップ後は凱旋門賞を三連覇したあと、マキバオーとの再戦を望み、引退を伸ばしてジャパンチャンピオンシップに来日、ブリッツに敗れるもピークを過ぎた馬としては好成績を残す。
引退後は日本の本多リッチファームで種牡馬入りをするが、産駒成績は振るわず日本から再輸出されたことが『たいようのマキバオー』にて描かれている。
血統やレース戦績、産駒成績などからモデルはラムタラ。
- 作品中の異名：「ブラック・フライデー」「聖馬」
- 主な勝ち鞍：イギリスダービー、キングジョージ、凱旋門賞（欧州三冠）
- 代表産駒：シバノーブレスト

ストーンド
ドバイWCフランス代表馬。世界10傑の1頭。ニトロとよく似たアメリカ血統で、パワーに秀でた先行馬タイプ。Bグループ予選第2Rでワクチン・トゥーカッターコンビ、第4Rではニトロを圧倒するが、どちらのレースもエルサレム、ベアナックルには及ばず2着止まり。
アポー
ドバイWCフランス代表馬。成績は32戦7勝であり、低成績の理由は失格覚悟で他の馬を妨害して仲間を勝たせる「潰し屋」であるため、自らが勝つことを目的にレースをしていない。
WC第1レースでもニトロに標的を定め、仲間のアスピラシオンとともに追いつめるが、マキバオーの手助けとニトロのパワーの前に失敗する。
容貌も血統も優れていない丈夫なだけの馬であり、自分を買ったオーナーの望むとおり、潰し屋として生きていたが、その生き方を否定したニトロを「お前らは恵まれている」と逆上し、使命を忘れて真剣勝負を繰り広げる。結果は6着とポイント圏外に落ちるが、レース後に罵声や物が飛んでこないことに満足する。「アポー」はフランス語でおとりの意味。
アスピラシオン
ドバイWCフランス代表馬。一昨年の仏ダービー馬で全盛期の活躍はカントナを上回っていた。アポーと組んでWC第1レースに出馬してニトロを罠に嵌めるが、マキバオーの助けによりペースを狂わされ、第1レースはアポーすら下回る大惨敗を喫す。
その後、第5レースにも出馬するが、敗退する。
コメート
ドバイWCフランス代表補欠馬。関西弁で話す。マキバオーほどではないがかなり小柄な馬体で、一説にはクォーターホースの血が混じっているらしい。WC以前の戦績は11戦2勝だが、じつは負けのほとんどは騎手が彼の動きについていけなかったためであり、その2勝は1000mのワールドレコードを記録している。短距離での加速力は目を見張るものがあり、ストーンドに「スプリント戦で奴に勝てる馬はいない」と言わせるほど。600mという世界最短レースとなったBグループ予選第3Rでは、ラチ上に飛び乗って疾走するという離れ業を行い、マキバオーを失格に追い込んだ上で優勝する。スタートでマキバオーを騙すなど性格は悪く、気性も激しい。動作が俊敏なので、ジョッキーはこの馬に乗るためにロデオで特訓をつんでいる。
スイッチスタイル
ドバイWCアイルランド代表馬。WC前は12戦中10勝もの戦績を残しているが、敗れた2戦はどちらもエルサレムが制しており、以来打倒エルサレムへの強い執念を燃やす。WCでは予選Bグループ第2Rに初登場。早くもエルサレムとの直接対決となるが及ばず、エルサレム、ストーンドに次ぐ3着となる。第4Rではベアナックルの猫かきに破れ、第2R同様ストーンドに次ぐ3着に終わる。
プレミア
父はブラリアンズタイム。GIレースのない夏場に実力をつけた晩成の上がり馬。菊花賞でマキバオーに先着し（3着）、翌年の天皇賞（春）を制するなど、作中では長距離での活躍が取り上げられる。
日本馬では唯一マキバオーに勝ち抜けする馬でもある。続編である『たいようのマキバオー』では、1巻で嶋島が「種牡馬として成功したのはカスケードとプレミアぐらい」と述べており、種牡馬としては成功を収めたことが示唆されている。
- 主な勝ち鞍：京都新聞杯、天皇賞（春）
- 代表産駒：プレミアムタイム（ダービーグランプリ、平安ステークス）

スーパースナッズ
声 - 高乃麗
マキバオーと同じタマーキン産駒。伏兵扱いだったオークスで、アンカルジアをハナ差で抑えて優勝する。障害未勝利戦を経て、牝馬でありながら菊花賞に挑戦、一流の牡馬を相手に5着に入る。目標タイムどおりに正確に走るレースを信条とする。
原作ではいわゆる戦闘機械のような扱いだが、アニメ版では瞳が描かれていて、台詞や感情変化もある。所属は楠厩舎とされている。障害未勝利戦でもマキバオーと対戦し、敗れる。
- 主な勝ち鞍：オークス

ドラゴ
美浦・直江厩舎所属。4歳時の有馬記念でトゥーカッターを破り、5歳時には毎日王冠でニトロニクスを破り、ともに優勝する。鞍上・小島は鞭を乱打するため「鬼」とあだ名されている。続編である『たいようのマキバオー』では、種牡馬として名前を連ねている。
- 代表産駒：ペイルライダー

ペインキラー
5歳時のオールカマーでトゥーカッターを負かす。有馬記念のパドックや本馬場でニトロニクスと喧嘩をする。
グレイテストボギー
宮蔦が催している草競馬の競走馬。もともとは中央所属で、ステイヤーズステークスにも勝利しているれっきとした重賞馬。
やや斜に構えた性格だが、面倒見がよく、チュウ兵衛を失ったマキバオーをスランプから立ち直らせる役割も果たす。
宮蔦所属馬の中ではマキバコに次ぐ実力の持ち主であり、引退してしばらく経ちまともに調教を受けていないにも関わらず、復活したマキバオーや思いを吹っ切って燃えたマキバコと真剣勝負で競り合えたほど。
アニメ版では1994年の天皇賞・秋の勝ち馬で、非常に高い能力を持つと言われたが、馬主の不祥事により引退に追い込まれる。その後マキバコの中央競馬進出に向けての練習相手として、宮蔦に引き取られる。
ヒゲサンダー
声 - 大川透
堀江（ひげ）牧場の馬。マキバオーの新馬戦で1番人気になるも、堀江に脅されマキバオーの進路を妨害して失格。メンコにはひげ牧場のマーク（○に金）が書かれている。その後は登場しない。
ヒゲノロマン / ヒゲサイクロン / ヒゲトルネード
声 - 大川透 / 稲葉実 / 山野井仁
堀江牧場の馬。3頭出しでマキバオーの京成杯3歳ステークスに出走し、堀江の指示により自らの勝利などに構わず終始マキバオーを取り囲む妨害をするが、マキバオーの再三の体当たりによってヒゲサイクロンが戦意喪失したため作戦は失敗。
アニメ版では、日本ダービー後の行方不明のミドリコ探索の最中のひげ親子主催のばんえい競馬や、海外編のメキシコでのひげ親子主催の草競馬においてもマキバオーと勝負する。原作とは異なり、ヒゲサンダー同様メンコ（覆面）を装着している。
サジテリアス
ブリッツと同じ新馬戦に出走する馬。3番人気で鞍乗の菅助にも素質馬として期待されていたが、結果的にはブリッツに15馬身という大差をつけられて2着となる。その後、翌年の日本ダービーに出走登録をする。

### カスケード陣営
本多平七郎（ほんだ へいしちろう）
声 - 加賀谷純一
カスケードの馬主。トレセン並の施設を持つ「本多リッチファーム」の社長でもあり、多くの有力馬を所有する。ヒロポンの血を継ぐカスケードを名馬にすることに心血を注いでいる、初期は嫌味な性格が目立つが、海外遠征時は日本チームを金銭面で全面サポートする。
服部政人（はっとり まさと）
声 - 大滝進矢
美浦の騎手。ニックネームは「半蔵」。リーディングジョッキーであり、カスケードの主戦騎手である。マキバオーがワールドカップ第5戦でエルサレムと勝負をするときに、菅助にカスケードの凱旋門賞のときに使用した鞭を託す。騎手引退後は調教師となる。登場する人物の中で数少ない、口がたらこ唇ではない人物。

### その他の人物
堀江信彦（ほりえ のぶひこ）
声 - 渡部猛
通称「ひげ」。早来町にあるひげ牧場のトップ。ポリシーは金儲け主義、弱い馬は食って供養するというもの。何度も源次郎やマキバオーにちょっかいを出す。しかしマキバオーが日本ダービーを勝利するころには牧場は倒産し、失踪。その後、ミドリコとブリッツの関係を探る目的で行われた宮蔦一家総出での「ひげ狩り」に伴ってのちに変死体となって発見されたことを匂わせる場面がある）。
当時の週刊少年ジャンプ編集長と同名であり、作中での失踪は現実における編集長更迭と時期を同じくしている。引退馬の名前（それぞれ、当時のジャンプの看板漫画の名前が入っている）も絡めた、作者のブラックジョークである。
アニメ版では原作には登場していない息子がおり、牧場倒産後はギャンブルは胴元が一番儲かるという考えのもと、借金取りから逃げ回りながら自分たちが優勝するように仕組んだHRAという不正草競馬を主催し、賞金につられた参加者からの参加費で儲ける（が、結局借金取りに見つかりこちらも閉鎖）。さらにミドリコの捜索中や、借金取りから逃げた先のメキシコでトリニダードを捜索中にマキバオーたちに見つかり、その際は賞金や情報を賭けて勝負をし、ありとあらゆる妨害を行うがことごとく失敗して敗れ、賞金を払わず逃げようとするところで制裁されるというパターンとなっている。
原作ではモデルとなった堀江の実家でのエピソードを元に、弱い馬は食って供養するという信念を持っているが、HRAを主催できなくなるからという理由で処分するつもりはまったくない模様である。
滝川正和（たきがわ まさかず）
声 - 高瀬右光
服部と双璧を成す実力を持つ騎手。「平成の天才」と謳われる若い天才ジョッキー。ニトロニクスが函館3歳ステークスでマキバオーに敗れたあとの京王杯3歳ステークスで木曽政義から乗り代わり、その後の主戦騎手となる（騎手が変わってからニトロニクスは関西馬から関東馬になる）。菊花賞では小早川からの乗り替わりでモーリアローに騎乗。続編の『たいようのマキバオー』にも登場。
山中馬之助（やまなか うまのすけ）
声 - 大川透
栗東の騎手。ピーターIIやアマゴワクチンの主戦騎手を務める。共同通信杯4歳ステークスでの故障を抱えて出走した皐月賞では、ワクチンの脚を思いやり鞭を打たないなど、馬に対して熱い一面を持つ。海外ではあわやベアの乗り役にされそうになり、管助に押しつけようとする。続編の『たいようのマキバオー』にも登場。
アニメ版では、マキバオーに並ばれ弱気になったワクチンを一喝して力を引き出す。
江里口信夫（えりぐち のぶお）
栗東・鍋島厩舎所属の騎手。ベアナックルの主戦騎手だが、いつも暴走するのでほとんどのレースでは何もできず振り回されている（作中描かれているだけでも2回の落馬を経験）。ダービーでのベアの激走を実感するまではベアを「アホ馬」としか見ていなかったが、その後「最強の駄馬」として認める。手を焼いているがベアのことを知り尽くしているため、他の騎手からはベアを乗りこなせる唯一の人間と認められている。ワールドカップ編では最初帯同していなかった（ベアナックルは本田に呼ばれたのではなく、勝手についてきていた為）が、ベアナックルを出すためだけに急遽日本から呼ばれ、レース当日になんとか間に合う。その後、ベアと一心同体になる騎乗を見せ世界を相手に見事に勝利した。
木曽政義（きそ まさよし）
声 - 千田光男
美浦の騎手。元飯富昌虎厩舎所属だったが、昌虎のハード調教に反感を持ちフリーになる。ニトロニクスの函館3歳ステークスまでの騎手を務めるが、1番人気を背負うもマキバオーに負けたことで滝川正和と交代させられる。マキバオーに敗れたあとは漫画・アニメともに二度と登場することはない。
アニメでは、原作では描かれていなかった昌虎との確執の詳細が描かれている。内容は、大好きだったスーパーコンコルドという馬で人馬ともに初めての重賞に挑んだ。そのレース中に故障が発生し、コンコルドは安楽死処分となる。昌虎はコンコルドの故障は木曽の騎乗ミスだと考えたが、木曽は自身の騎乗ミスを認めず昌虎のハード調教にあったと考え、昌虎に悪意を持ったというものである。しかし源次郎の視点ではコンコルドの脚の弱さを知っていた昌虎は木曽に前半はペースを抑えて乗るように指示をしたが、スタート直後いれ込んだコンコルドを木曽が制御しきれず故障につながったと評する。コンコルドが予後不良となった同じ日に菅助はフウリンカザンに騎乗しており、突然の転倒による落馬により気絶する。意識を取り戻したときにはカザンは予後不良により処分されていた。コンコルド、カザンがともに昌虎の管理馬であり木曽からの入れ知恵もあったことから、菅助は一時は昌虎に対し不信を抱くも、カザンが突然転倒したのはレース中、風に乗って飛んで来た新聞紙が後ろ脚に絡まったことでカザンが動揺し転倒したものであったと知り、また、昌虎は人一倍馬の体のことを思い大切にしていることを知り、ふたたびマキバオーに搭乗し、昌虎のために戦うことを決意する。木曽は激戦の末にマキバオーが倒れたことで自分の意見が正しかったと確信するが、軽傷で済んだマキバオーを見たことで昌虎の本心を知り、誤解は解かれる。
高坂里華（こうさか りか）
馬場厩舎の専属の女性騎手。昌虎と別れた妻との娘である。
騎手としては努力家であり、馬主にもその努力を認められている。が、性格的に熱くなりやすい面があり、作中で彼女よりもベテランの騎手が不用意な騎乗をして巻き込まれ落馬をした際には、物凄い勢いで食ってかかり、周囲に窘められるほどだった。
紆余曲折あってマキバコに騎乗するが、お互い我の強い者同士、しょっちゅうマキバコと喧嘩することになる。しかしやがてベストパートナーとなり、マキバコとともに走り続け、最終的には秋華賞に勝利する。アニメ版には未登場。
ゲーハー
モブキャラクターとして登場する競馬ファンの男たち。マキバオーが登場すると特に熱狂する。全員坊主頭でたらこ唇。興奮状態だと全裸になる。目当ての馬が競走中止したりすると暴れる。また、初めから全裸の場合もある。本来は演者も観客も全裸になりがちなハードコアパンクバンドのライブが元ネタのギャグだが、モブキャラクターにいちいち服を描くのが面倒だからでもある。若造は彼らを見ても「みんな素っ裸で、熱気ムンムンだ」とあまり気にしない。続編『たいようのマキバオー』では、競馬場の最寄り駅のホームでわざわざ服やカツラを脱ぎ捨ててから来場しているため、駅員が注意のアナウンスをしていることが判明する。
海外のゲーハーは、眉毛の色や顔の造形で日本のゲーハーと描き分けられている。競馬場でレースを観戦する客や、牧場に見学に訪れるファンは大半がゲーハーだが、ごく稀に服を着ており坊主頭でもない普通の人間が観戦していることもある。

## 書誌情報

### 単行本
- つの丸 『みどりのマキバオー』 集英社〈ジャンプ・コミックス〉、全16巻
  1. 「マキバオー登場!!」1995年6月発行、ISBN 4-08-871668-X
  2. 「マキバオー・デビュー」1995年8月発行、ISBN 4-08-871669-8
  3. 「マキバオー・雨を走る!!」1995年10月発行、ISBN 4-08-871670-1
  4. 「マキバオー・G1に挑む!!」1995年12月発行、ISBN 4-08-871819-4
  5. 「マキバオーモンゴルをゆく」1996年2月発行、ISBN 4-08-872231-0
  6. 「マキバオー1番人気」1996年5月発行、ISBN 4-08-872232-9
  7. 「ガンバレ菅助」1996年7月発行、ISBN 4-08-872233-7
  8. 「第63回日本ダービー!!」1996年10月発行、ISBN 4-08-872234-5
  9. 「復活!!」1996年12月発行、ISBN 4-08-872235-3
  10. 「菊花賞スタート！」1997年3月発行、ISBN 4-08-872236-1
  11. 「グランプリ」1997年5月発行、ISBN 4-08-872237-X
  12. 「決着!!」1997年7月発行、ISBN 4-08-872238-8
  13. 「ワールドカップ開幕!!」1997年10月発行、ISBN 4-08-872239-6
  14. 「ちっこい馬同盟」1997年12月発行、ISBN 4-08-872240-X
  15. 「猫魂!!」1998年3月発行、ISBN 4-08-872528-X
  16. 「終わらない!!」1998年6月発行、ISBN 4-08-872565-4

### 文庫版
- つの丸 『みどりのマキバオー』 集英社〈集英社文庫 コミック版〉、全10巻
  1. 2004年6月18日発売[7]、ISBN 4-08-618201-7
  2. 2004年6月18日発売[8]、ISBN 4-08-618202-5
  3. 2004年8月10日発売[9]、ISBN 4-08-618203-3
  4. 2004年8月10日発売[10]、ISBN 4-08-618204-1
  5. 2004年9月17日発売[11]、ISBN 4-08-618205-X
  6. 2004年9月17日発売[12]、ISBN 4-08-618206-8
  7. 2004年10月15日発売[13]、ISBN 4-08-618207-6
  8. 2004年10月15日発売[14]、ISBN 4-08-618208-4
  9. 2004年11月18日発売[15]、ISBN 4-08-618209-2
  10. 2004年11月18日発売[16]、ISBN 4-08-618210-6

## アニメ

### テレビアニメ
1996年3月2日から1997年7月12日までフジテレビ系で全61話が放送された。制作はスタジオぴえろ。
ローカルセールス枠のため、一部の系列局は遅れネットまたは未放映であった。
2010年代にはCS放送局のキッズステーションや独立U局などで再放送され、2021年1月からはフルHD画質に修復されたデジタルリマスター版が競馬中継を主にしたグリーンチャンネルにて放送された。
アニメ版では競馬記者が若い美人記者であったり、飯富勝や本多麗、堀江ヒゲ治といった子供が登場したりと、原作と比較してよりファミリー向けになっている。また、日本ダービー以降は大幅にアニメオリジナルの演出が入り、有馬記念に勝利したあとはさらに上を目指すべくアメリカへ遠征するという、完全オリジナルストーリーで最終回を迎える。
原作と違って、フウリンカザンの転倒理由が単なる「事故」から「観客の新聞が飛んできて足に絡まったため」に変更、木曽と昌虎の仲たがいが解消する、ミドリコが途中でマキバオーの元へ戻ってくる、「チュウ兵衛が死亡しない」といった変更点がある。
チュウ兵衛が死亡しない点に関しては、当初アニメ版「みどりのマキバオー」は3クール・年内いっぱいの放送予定、つまりダービーが最後の戦いとなる予定であり、アニメ版はファミリー向けでありなおかつ最終回でキャラクターが死ぬと後味が悪くなるため、チュウ兵衛が死なないストーリーとなった。ところが半年分の放送延長が決定したため、チュウ兵衛をそのまま調教助手のような立場で出さざるをえなくなった事情がある。
当時同じくフジテレビが制作した『スーパー競馬』が協力に携わっており、アナウンサーの福井謙二、三宅正治、青嶋達也がF・MAPとしてオープニング主題歌を歌っており、また三宅や青島の他にスーパー競馬で実況経験のある塩原恒夫や後に競馬実況を担当する吉田伸男が競馬実況のアナウンサー役として出演しているのも見どころである。
映像ソフト化については、1998年にポニーキャニオンからVHS全15巻がリリースされたが、現在は、全巻廃盤となっている。また、2009年2月20日にバンダイビジュアルから『みどりのマキバオー DVDメモリアルボックス＜初回限定生産＞』が、さらに、2011年1月28日には、生誕15周年を記念して、同じくバンダイビジュアルから『みどりのマキバオー DVDメモリアルボックス (アンコールプレス版)』が発売された。
アニメ25周年を記念し、2022年7月27日にフルHDリマスターを収録したBlu-ray BOXが発売。東京都の渋谷モディ7階にて同年1月14日から30日まで、25周年を記念した展示などのイベントが開催された。また、映像特典として、原作最終話をアニメ化した新作「終わらない挑戦!!」を収録。新作では実況を楠田敏之が担当。

#### アニメオリジナルキャラクター
飯富勝（おぶ まさる）
声 - 高山みなみ
源次郎の息子。マキバオーと仲良し。麗にほれるが結局恋は叶わずじまい。アニメ版における「ミドリマキバオー」の名付け親。
本多麗（ほんだ うらら）
声 - 白鳥由里
平七郎の娘で、高飛車な性格。カスケードに惚れ込んでいる。勝の片想い相手。
堀江ヒゲ治（ほりえ ヒゲはる）
声 - くまいもとこ
信彦の道楽息子。勝の事を「アホガキ」と呼んで、仲間2人と共によくいじめている。マキバオーが日本ダービーを勝利する頃には牧場は倒産し、それ以後は父共々借金取りからの逃亡生活を続ける。父の言葉の語尾を繰り返して言うのが口癖。
胸尻諸美（むねじり もろみ）
声 - 深雪さなえ
競馬記者。原作における嶋島の役割を担っている。マキバオーのカスケードとの初対戦での走りと根性を目にしてからマキバオー陣営に好意的。マキバオーのことは「たれちゃん」と呼んでいる。
フライドチキン（トリニダード）
声 - 大川透
アメリカのホースマフィア主催の八百長競馬の競走馬で、八百長をすることは頑なに拒んでいる。正体は伝説の野生馬トリニダードであり、マキバオーと同じマスタング走法の使い手である。アメリカの高地で密猟者たちの罠にかかり殺されそうになるところをマフィアに助けられ、フライドチキンと名を変え所有馬となる。その際、マスタング走法を封印し、伝説の野生馬であることを隠すようになった。ドナテロスという妹がいるが、ドナテロスは密猟者の銃弾が脚に当たりよろけて谷川に落ち、生き別れとなる。
ラスベガスでマフィアに連れ去られたマキバコを追ってきたマキバオーたちとアジトで出会う。捕われたマキバコと助けようとするマキバオーを見て、妹のことを思い出す。その後の草競馬でボスにマキバコを人質にとられ、八百長を余儀なくされるが、マキバオーたちの助けによって、辛くも八百長をせずに済む。
アメリカの地方競馬代表として世界最強馬グランプリに参加する。その前夜、死んだと思っていたドナテロスが生きていてマキバオーたちとともに行動していることを知り、ボスに、優勝賞金と自由の取引を持ちかける。ドナテロスと昔のようにともに暮らすために、封印していたマスタング走法でマキバオーとマッチレースを繰り広げるが、接戦の末2着に終わる。しかし、自分が伝説の野生馬であることが世界中に知られたがために八百長には使えないということで自由にさせてもらえる。
ドナテロス
声 - 津村まこと
トリニダードの妹。アメリカの高地で2頭で暮らしていたところを、密猟者の銃弾が脚に当たりよろけて谷川に落ち、生き別れとなる。そのときの精神的なショックで眼が見えなくなる。その後、ブラジルで重労働をさせられているところをマキバオーたちに助けられ、世界最強馬グランプリに兄が出走するという情報を聞き、ともに行動するようになる。レース中に、トリニダードのマスタング走法の音を聞き、兄の存在を知ることで眼が見えるようになる。
タイガーベットシン/ドラドラザブッチャー/ジャイアントバーバ
声 - 宇垣秀成（ジャイアントバーバ）
宮蔦と麻雀をする乱暴だけが取り柄の荒くれ馬たち。ミドリコを賭けたレースで糞をまき散らしたり、飛び蹴りやひじ打ちなどを行ったりしてマキバオーを勝たせないように妨害する。

#### スタッフ
- 原作：つの丸
- 企画：清水賢治（フジテレビ）、布川ゆうじ（スタジオぴえろ）
- プロデューサー：金田耕司・瀧山麻土香[注釈 22]（フジテレビ）、萩野賢（スタジオぴえろ）
- スーパーバイザー：木村京太郎（読売広告社）
- シリーズ構成：橋本裕志
- キャラクターデザイン：小原秀一、鈴木藤雄
- 美術デザイン：池田祐二
- 美術監督：高田茂祝
- 撮影監督：福島敏行→宮川晴年
- 音楽：岩代太郎
- 音響監督：水本完
- オープニングアニメーション：西尾鉄也、水野和則
- エンディングアニメーション：井上敦子、小柴純弥
- 監督：阿部記之、古川順康[注釈 23][6]
- 編集：厨川治彦、植松淳一
- 効果：加藤昭二
- 制作：フジテレビ、スタジオぴえろ

#### 主題歌
- オープニングテーマ：「走れマキバオー」（原曲「走れコウタロー」）歌：F・MAP（福井謙二、三宅正治、青嶋達也）
- エンディングテーマ：「とってもウマナミ」（原曲「君の瞳に恋してる」）歌：MEN'S 5
  - 第15話よりカラオケ風の字幕での歌詞が表示されている。
- 挿入歌
  - 「リンゴは王様」（第54話で使用。）歌：マキバオー（犬山犬子）

#### 放送リスト
| 話数 | サブタイトル             | 脚本     | 絵コンテ          | 演出                                           | 作画監督                                                | 美術            | 放送日         |
| ---- | ------------------------ | -------- | ----------------- | ---------------------------------------------- | ------------------------------------------------------- | --------------- | -------------- |
| 1    | 生まれてオドロいた!      | 橋本裕志 | 阿部紀之          | 阿部紀之                                       | 若林厚史                                                | 高田茂祝        | 1996年 3月2日  |
| 2    | うんこたれ蔵!            | 橋本裕志 | 高柳滋仁          | 高柳滋仁                                       | 井上敦子                                                | 高橋忍          | 3月9日         |
| 3    | 鬼の調教師!              | 西園悟   | 立花源十郎        | 立花源十郎                                     | 崔ふみひで                                              | 工藤英昭        | 3月16日        |
| 4    | カスケード登場!          | 橋本裕志 | 高橋資祐          | 新房昭之                                       | 高橋資祐                                                | 高田茂祝        | 3月23日        |
| 5    | だめになる!              | 橋本裕志 | 水野和則          | 水野和則                                       | 鈴木藤雄                                                | 高橋忍          | 3月30日        |
| 6    | 立つんだたれ蔵!          | 西園悟   | 阿部紀之          | 山口頼房                                       | 若林厚史                                                | 工藤英昭        | 4月6日         |
| 7    | 誰がのるの?!             | 橋本裕志 | 高柳滋仁          | 高柳滋仁                                       | 井上敦子                                                | 高田茂祝        | 4月20日        |
| 8    | みどり牧場の王様         | 西園悟   | 阿部紀之          | 阿部紀之                                       | 千葉道徳                                                | 高橋忍          | 4月27日        |
| 9    | 強くなるぞっ!!           | 西園悟   | 立花源十郎        | 立花源十郎                                     | 崔ふみひで                                              | 工藤英昭        | 5月4日         |
| 10   | 嵐のデビュー!!           | 橋本裕志 | 高橋資祐          | 牧野滋人                                       | 鈴木藤雄                                                | 高田茂祝        | 5月11日        |
| 11   | つっこめ!たれ蔵!!        | 橋本裕志 | 水野和則          | 水野和則                                       | 神戸洋行                                                | 高橋忍          | 5月18日        |
| 12   | どっちが強いの!?         | 西園悟   | 山口頼房          | 山口頼房                                       | 井上敦子                                                | 工藤英昭        | 5月25日        |
| 13   | 黒い殺し屋!              | 西園悟   | 高柳滋仁          | 高柳滋仁                                       | 若林厚史                                                | 高田茂祝        | 6月15日        |
| 14   | 甘ったれるな〜!!         | 橋本裕志 | 高橋資祐          | 水野和則                                       | 高橋資祐                                                | 高橋忍          | 6月22日        |
| 15   | もう迷わない!            | 橋本裕志 | 立花源十郎        | 立花源十郎                                     | 崔ふみひで                                              | 工藤英昭        | 7月6日         |
| 16   | はかったな!!             | 橋本裕志 | うえだしげる      | 山口頼房                                       | 千葉道徳                                                | 高田茂祝        | 7月13日        |
| 17   | けちらせ!泥んこ!!        | 西園悟   | 牧野滋人 阿部紀之 | 牧野滋人                                       | 井上敦子                                                | 高橋忍          | 8月10日        |
| 18   | 行け!!バレリーナ作戦     | 西園悟   | 水野和則          | 水野和則                                       | 若林厚史                                                | 工藤英昭        | 8月17日        |
| 19   | カスケードデビュー!!     | 橋本裕志 | 阿部紀之 山口頼房 | 山口頼房                                       | 陳将吾                                                  | 高田茂祝        | 8月24日        |
| 20   | 魔のトライアングル       | 西園悟   | 高柳滋仁          | 高柳滋仁                                       | 河村明夫                                                | 高橋忍          | 8月31日        |
| 21   | 根性200%!!               | 西園悟   | 立花源十郎        | 立花源十郎                                     | 崔ふみひで                                              | 工藤英昭        | 9月7日         |
| 22   | ハハキトク               | 橋本裕志 | 高橋資祐          | 水野和則                                       | 高橋資祐                                                | 高田茂祝        | 9月14日        |
| 23   | 試練の雨!朝日杯の朝!!    | 西園悟   | うえだひでひと    | うえだひでひと                                 | 西田正義                                                | 高橋忍          | 9月21日        |
| 24   | 1600Mのサバイバル!!      | 西園悟   | うえだしげる      | 山口頼房                                       | 千葉道徳                                                | 工藤英昭        | 9月28日        |
| 25   | 三強激走!!勝つのは?!     | 橋本裕志 | 阿部紀之          | 牧野滋人                                       | 井上敦子                                                | 高田茂祝        | 10月5日        |
| 26   | 勝負あり?!菅助涙のムチ!! | 橋本裕志 | 高柳滋仁          | 高柳滋仁                                       | 若林厚史                                                | 高橋忍          | 10月12日       |
| 27   | 白い草原、モンゴルへ!    | 西園悟   | 立花源十郎        | 立花源十郎                                     | 崔ふみひで                                              | 工藤英昭        | 10月19日       |
| 28   | 原野の一騎討ち!!         | 橋本裕志 | 西村聡            | 西村聡                                         | 吉川博明                                                | 高田茂祝        | 10月26日       |
| 29   | 目覚めろ!!野生の力!!     | 西園悟   | 山口頼房          | 山口頼房                                       | 河村明夫                                                | 高橋忍          | 11月2日        |
| 30   | たれ蔵・命がけの疾走!!   | 橋本裕志 | 高橋資祐          | 阿部紀之                                       | 高橋資祐                                                | 工藤英昭        | 11月9日        |
| 31   | 猛突進!!怒りの死闘!!     | 橋本裕志 | 水野和則          | 水野和則                                       | 千葉道徳                                                | 高田茂祝        | 11月16日       |
| 32   | 悪魔のラッキーホース     | 西園悟   | 立花源十郎        | 立花源十郎                                     | 崔ふみひで                                              | 高橋忍          | 11月23日       |
| 33   | 反則あり!アローの執念!!  | 橋本裕志 | 高柳滋仁          | 高柳滋仁                                       | 井上敦子                                                | 工藤英昭        | 11月30日       |
| 34   | 対決!危険なレース!!      | 西園悟   | 西村聡            | 西村聡                                         | 吉川博明                                                | 高田茂祝        | 12月7日        |
| 35   | 激突!!傷だらけの根性!!   | 橋本裕志 | 阿部紀之          | 水野和則                                       | 若林厚史                                                | 高橋忍          | 12月14日       |
| 36   | 2つの罠!皐月賞スタート!! | 橋本裕志 | 高橋資祐          | 高柳滋仁                                       | 高橋資祐                                                | 工藤英昭        | 12月21日       |
| 37   | 起こせ!!白い奇跡!!       | 西園悟   | 水野和則          | 水野和則                                       | 若林厚史                                                | 高橋忍          | 1997年 1月11日 |
| 38   | 戦慄!!見えない敵!!       | 橋本裕志 | 立花源十郎        | 立花源十郎                                     | 崔ふみひで                                              | 高田茂祝        | 1月18日        |
| 39   | 激闘!!日本ダービー!!     | 西園悟   | 山口頼房          | 山口頼房                                       | 鈴木藤雄                                                | 工藤英昭        | 1月25日        |
| 40   | 届け!!日本一のゴールへ!! | 橋本裕志 | 高柳滋仁          | 高柳滋仁                                       | 井上敦子                                                | 高橋忍          | 2月1日         |
| 41   | 母を訪ねてばんえい競馬   | 西園悟   | 西村聡            | 竹下健一                                       | 吉川博明                                                | 高田茂祝        | 2月8日         |
| 42   | 宿敵・ヒゲ親子の野望     | 西園悟   | 阿部紀之          | 水野和則                                       | 河村明夫                                                | 工藤英昭        | 2月15日        |
| 43   | マキバコからの挑戦!      | 橋本裕志 | 立花源十郎        | 立花源十郎                                     | 崔ふみひで                                              | 高橋忍          | 2月22日        |
| 44   | さらばおかーちゃん!!     | 橋本裕志 | 水野和則          | 水野和則                                       | 若林厚史                                                | 高田茂祝 高橋忍 | 3月1日         |
| 45   | 山奥の秘密特訓!!         | 西園悟   | 高橋資祐          | 高柳滋仁                                       | 高橋資祐                                                | 工藤英昭        | 3月8日         |
| 46   | 異変?!たれ蔵大変身?!     | 西園悟   | 山口頼房          | 山口頼房                                       | 鈴木藤雄                                                | 高橋忍          | 3月15日        |
| 47   | 発走!!決意の菊花賞!!     | 橋本裕志 | 西村聡            | 竹下健一                                       | 吉川博明                                                | 高田茂祝        | 3月22日        |
| 48   | 先手必勝!!菅助の大勝負!! | 橋本裕志 | 高柳滋仁          | 高柳滋仁                                       | 井上敦子                                                | 高田茂祝        | 3月29日        |
| 49   | 崩壊!!黒い帝王伝説!!     | 西園悟   | 立花源十郎        | 山口頼房                                       | 木村正人                                                | 高橋忍          | 4月5日         |
| 50   | 新コーチ・ツァビデル!!   | 西園悟   | 水野和則          | 水野和則                                       | 若林厚史                                                | 高橋忍          | 4月12日        |
| 51   | 激突!!決戦の有馬記念!!   | 橋本裕志 | 阿部紀之          | 山口頼房                                       | 鈴木藤雄                                                | 工藤英昭        | 4月19日        |
| 52   | 命がけのラストスパート!! | 橋本裕志 | 高橋資祐          | 高柳滋仁                                       | 高橋資祐                                                | 高橋忍          | 4月26日        |
| 53   | 注げ全力!!最後の決着!!   | 橋本裕志 | 西村聡            | 竹下健一                                       | 吉川博明                                                | 高田茂祝        | 5月10日        |
| 54   | はらぺこ!たれ蔵裁判      | 橋本裕志 | 阿部紀之          | 阿部紀之 水野和則 高柳滋仁 竹下健一 立花源十郎 | 井上敦子 高橋資祐 若林厚史 吉川博明 崔ふみひで 鈴木藤雄 | 工藤英昭        | 5月17日        |
| 55   | アメリカのマキバオー!!   | 橋本裕志 | 高柳滋仁          | 高柳滋仁                                       | 佐藤真二                                                | 高橋忍          | 5月24日        |
| 56   | とらわれのマキバコ!!     | 橋本裕志 | しぎのあきら      | 竹部和仁                                       | 井上敦子                                                | 高橋忍          | 5月31日        |
| 57   | 発見?!幻の最強馬!!       | 西園悟   | 水野和則          | 水野和則                                       | 鈴木藤雄                                                | 工藤英昭        | 6月7日         |
| 58   | 恐怖のマグネット作戦!!   | 西園悟   | 田所良彦          | 田所良彦                                       | 山沢実                                                  | 高橋忍          | 6月14日        |
| 59   | 大暴れ!!アマゾン脱出!!   | 西園悟   | 上村修            | 伊達勇登                                       | 佐藤真二                                                | 高橋忍          | 6月21日        |
| 60   | 史上最大のレース!!       | 西園悟   | 立花源十郎        | 立花源十郎                                     | 崔ふみひで                                              | 工藤英昭 高橋忍 | 7月5日         |
| 61   | 走れ!!世界のマキバオー!! | 西園悟   | 高橋資祐          | 水野和則                                       | 高橋資祐                                                | 高田茂祝        | 7月12日        |

#### 放送局
出典は石川テレビを除き1997年6月中旬 - 7月上旬時点。
| 放送対象地域  | 放送局             | 系列           | ネット形態 | 備考                                                               |
| ------------- | ------------------ | -------------- | ---------- | ------------------------------------------------------------------ |
| 関東広域圏    | フジテレビ         | フジテレビ系列 | 制作局     |                                                                    |
| 北海道        | 北海道文化放送     | フジテレビ系列 | 同時ネット |                                                                    |
| 岩手県        | 岩手めんこいテレビ | フジテレビ系列 | 同時ネット |                                                                    |
| 宮城県        | 仙台放送           | フジテレビ系列 | 同時ネット |                                                                    |
| 秋田県        | 秋田テレビ         | フジテレビ系列 | 遅れネット | 月曜 16:55 - 17:25                                                 |
| 山形県        | さくらんぼテレビ   | フジテレビ系列 | 同時ネット | 1997年3月15日試験放送（サービス放送）開始から （1997年4月1日開局） |
| 新潟県        | 新潟総合テレビ     | フジテレビ系列 | 同時ネット |                                                                    |
| 長野県        | 長野放送           | フジテレビ系列 | 同時ネット |                                                                    |
| 静岡県        | テレビ静岡         | フジテレビ系列 | 同時ネット |                                                                    |
| 富山県        | 富山テレビ         | フジテレビ系列 | 遅れネット | 1998年5月13日まで放送 水曜 16:00 - 16:30                           |
| 石川県        | 石川テレビ         | フジテレビ系列 | 遅れネット |                                                                    |
| 中京広域圏    | 東海テレビ         | フジテレビ系列 | 同時ネット |                                                                    |
| 近畿広域圏    | 関西テレビ         | フジテレビ系列 | 同時ネット |                                                                    |
| 広島県        | テレビ新広島       | フジテレビ系列 | 同時ネット |                                                                    |
| 岡山県 香川県 | 岡山放送           | フジテレビ系列 | 同時ネット |                                                                    |
| 愛媛県        | テレビ愛媛         | フジテレビ系列 | 遅れネット | 土曜 5:45 - 6:15                                                   |
| 高知県        | 高知さんさんテレビ | フジテレビ系列 | 同時ネット | 1997年4月開局から                                                  |
| 福岡県        | テレビ西日本       | フジテレビ系列 | 同時ネット |                                                                    |
| 長崎県        | テレビ長崎         | フジテレビ系列 | 同時ネット |                                                                    |
| 鹿児島県      | 鹿児島テレビ       | フジテレビ系列 | 遅れネット | 月曜 16:00 - 16:30                                                 |

### Webアニメ
連載30周年を記念してスピンオフショートアニメ『どこでもマキバオー』が、スキマノアニメ公式YouTube、X、TikTok、Instagramにて2024年12月16日より毎週月・木曜の7時に配信。

#### キャスト（Webアニメ）
- うんこたれ蔵（ミドリマキバオー）、ネコ - 犬山イヌコ
- チュウ兵衛、ピーターII、ゲーハー1、ネズミA - 千葉繁
- 菅助、カメ - 桜井敏治
- アマゴワクチン、サンタ28号、サトミアマゾン、オソイ、シカ - 山本祥太
- アンカルジア、ウマミ、ミドリコ、テル、女の子、女子B・D、母親、キツネ、シマエナガ、メジロ - 藤田曜子
- ベアナックル、ゲーハー2、ツァビデル、モーリアロー、男性、飯富昌虎、ウマベロス - 喜多田悠
- デラボット - 大代キヌ太
- カスケード - 玄田哲章
- それ以外 - FROGMAN

#### スタッフ（Webアニメ）
- 原作 - つの丸『みどりのマキバオー』[22]
- 監督・シリーズ構成・サブキャラクターデザイン・演出・編集・脚本 - FROGMAN[22]
- キャラクターデザイン・作画 - 和泉成彦
- エンディングテーマ・音楽 - 松野恭平[22]
- 原作協力 - 集英社
- 制作協力 - KDDI[22]
- アニメーション制作 - DLE[22]
- 製作 - どこでもマキバオー製作委員会

#### 各話リスト（Webアニメ）
| 話数 | サブタイトル                            | 配信日          |
| ---- | --------------------------------------- | --------------- |
| 1話  | うな重レース 前編                       | 2024年 12月16日 |
| 2話  | うな重レース 後編                       | 12月19日        |
| 3話  | クリスマスカップ 前編                   | 12月23日        |
| 4話  | クリスマスカップ 後編                   | 12月26日        |
| 5話  | 新春豊洲初競り杯 前編                   | 2025年 1月6日   |
| 6話  | 新春豊洲初競り杯 後編                   | 1月9日          |
| 7話  | 世界レース大会 前編                     | 1月14日         |
| 8話  | 世界レース大会 後編                     | 1月16日         |
| 9話  | ビーチクリーン杯 前編                   | 1月20日         |
| 10話 | ビーチクリーン杯 後編                   | 1月23日         |
| 11話 | 人生障害レース 前編                     | 1月27日         |
| 12話 | 人生障害レース 後編                     | 1月30日         |
| 13話 | SNSバズりレース 前編                    | 2月3日          |
| 14話 | SNSバズりレース 後編                    | 2月6日          |
| 15話 | バレンタインチョコ獲得杯 前編           | 2月10日         |
| 16話 | バレンタインチョコ獲得杯 後編           | 2月13日         |
| 17話 | 迷子探しレース 前編                     | 2月17日         |
| 18話 | 迷子探しレース 後編                     | 2月20日         |
| 19話 | 新時代（ニューエイジ）AIロボレース 前編 | 2月25日         |
| 20話 | 新時代（ニューエイジ）AIロボレース 後編 | 2月27日         |
| 21話 | 激闘!村長選挙レース 前編                | 3月3日          |
| 22話 | 激闘!村長選挙レース 後編                | 3月6日          |
| 23話 | アレマ記念 前編                         | 3月10日         |
| 24話 | アレマ記念 後編                         | 3月13日         |

## 特記事項
- ベアナックルの子分にニャンちゅうが登場する（文庫版にニャンちゅうの著作権に関する但し書きあり）。
- ミドリマキバオーの鼻の部分をサングラスに見立てると、タレントのタモリの顔のようになると、『笑っていいとも』で紹介されたこともある。
- 吉本新喜劇座長の吉田裕は、その表情から『マキバオー』といじられるギャグがある。
- コミックス裏表紙のJC（ジャンプ・コミックス）のロゴマークには、「ジャパンカップ」という手書き風の文字が書かれている。
- 本作は当時同時期にて連載されていた『幕張』でもギャグとして扱われ、作者つの丸も登場するが、パロディの域からの逸脱行為とも見做されかねない『幕張』の作者木多康昭の暴挙に対してつの丸はコメント欄で、「『幕張』には正直迷惑している。しかし怒ったら奴の思うツボなのも分かっている…」と苦言を呈した。しかし実際には現在も仲間として飲みに行くことがある。
- モーリアローを演じた山田雅人はのちに、2003年から2010年にかけて東海テレビ放送の『DREAM競馬』→『競馬beat』で司会を担当している[注釈 24]。
- 「第63回 日本ダービー」が行われた週は作中の「第63回 日本ダービー」でミドリマキバオーがスタートから先頭に立ち、直線ではカスケードと並んでゴールし日本ダービーの翌日にGIで史上初の1着2頭同着となる話が連載された[注釈 25]。作中のダービーでは1番人気カスケード（3番枠）2番人気ミドリマキバオー（12番枠）だが、実際に行われたレースでも1番人気ダンスインザダーク（3番枠、鞍上・武豊）2番人気ロイヤルタッチ（12番枠、鞍上・南井克巳）という偶然が産まれた。この年のダービーを勝ったのはフサイチコンコルド（鞍上・藤田伸二）。
- 少年誌で連載していたこともあり、専門用語等は作中で語られるか注釈で解説されていた。しかし、「皐月賞は牡馬だけのGIレース」（実際は牝馬も出走できる）、「父親が同じで兄弟関係」（実際は母親が同じで兄弟関係となり、父親が同じであっても母親が違うと兄弟関係ではない）など時折間違いも見られた。
- 劇中で使用されている｢ファンファーレII｣は、プロ野球選手の片岡篤史の応援歌のファンファーレ部分の原曲になっている。この曲は日本ハムファイターズ所属時の1999年に作られ、阪神タイガース移籍後も2003年まで使用されていた。阪神移籍後に、｢右投げ左打ち 実家は檜風呂｣などと、替え歌が作られた事でも知られている。

### 『あしたのジョー』との関係
上記登場人物の項にて説明のある通り、マキバオーのキャラクターには各所に戦国武将のモチーフが使用されているが、ストーリー展開的には（設定に少々の差異はあるが）、『あしたのジョー』のオマージュとも言える作品となっていると、漫画評論家の夏目房之介は評している。以下、その例。
- 「ライバルが過酷なトレーニング&減量により、アバラ骨が浮き出るほどの体になる」（力石 / カスケード）
- 「ライバルとの好勝負直後に、主人公に近しい人物が亡くなる（両者とも単行本8巻で死亡する）」（力石 / チュウ兵衛：敵味方の差はあれど、戦友として見れば同じ境遇である）
- 「それが原因で主人公は選手生命の危機に立たされるほどの極度のスランプに陥る」（矢吹 / マキバオー）
- 「スランプに陥った主人公が自らの進む道を探るため、どさ廻りの八百長に身を落とす」（矢吹 / マキバオー）
- 「主人公と好戦したライバルが世界一を決める試合 / レースで大敗し、その後現役を続けられる状態ではなくなる」（カーロス・リベラ / カスケード）
- 「その後主人公はその試合 / レースの勝者を最大の目標と定め、作品最終盤に対戦して持てる力の全てを出し切るも破れる」（ホセ・メンドーサ / エルサレム）
- 「不慮の事象による生命の危機を生き抜き、それを強さの拠り所にしている冷徹なライバルが現れる」（金竜飛 / エルサレム）
- 「しかしそれは勝負の世界と全く関係のないことで、信念のために自ら地獄を体験した者もいる」（力石 / カスケード）
- 「晴れの大舞台において、自らの仲間が得意としている戦法を次々と繰り出す」（矢吹 / マキバオー）

この点について夏目は、「僕はこれを“真似している”って言いたいんじゃなくて、『あしたのジョー』はバトル漫画の原型なんです。つまり、そこで形作られた手法ってのは既に少年漫画の神話なんです。それを再生産するってのは、やっぱり泣けるでしょう」と発言している。

## ゲーム

### ゲームボーイ
1996年12月21日にトミーからゲームボーイ版が3,900円で発売。
このゲームの内容は1996年のJRAレーシングプログラムとなっている。新馬戦で敗れた場合も未勝利戦が出走できるようになった。
マキバオーを育ていき、能力を上がったり下がったりシステムになっている。また、アニメに登場する勝などの登場人物が出なかったり、マキバオーがこれまでの走ったが成績が分かるシステムとなっている。
なお、日本ダービーを勝利した後にエンディングを見ることができる。

### プレイステーション
1998年3月19日にアクセラより『みどりのマキバオー 黒い稲妻 白い奇跡』のタイトルで発売。対応機種はPlayStation。マキバオーを育て、レースの結果によって物語の進行が変わるシステムになっている。
内容は原作を元に作られているため、アニメでは死なないチュウ兵衛が死亡する展開がある。なお、エンディングは3つある。「走れマキバオー」もオープニングテーマとして収録。

#### 登場キャラクター
声がついているキャラクターはマキバオーとチュウ兵衛のみ。
- ミドリマキバオー（うんこたれ蔵）（声：犬山犬子）
- チュウ兵衛（声：千葉繁）
- 昌虎
- 源次郎
- 勘助
- カスケード
- アマゴワクチン
- ニトロニクス
- モーリアロー
- ベアナックル
- ミドリコ
- マキバコ
- ツーピーコントローラ（ゲームオリジナルキャラクター）

### GREE
2011年2月25日に株式会社ツナミより『みどりのマキバオー 〜みんなで勝負なのね〜』のタイトルで配信開始。アイテム課金制。

### パチスロ・パチンコ
平和より、2010年2月にパチスロ・『みどりのマキバオー』、2011年1月にパチンコ・『CRみどりのマキバオー』がそれぞれ発売。